# Palazzo dei Camerlenghi
Le Palazzo dei Camerlenghi est un palais de la Renaissance situé à Venise dans le sestiere (quartier) de San Polo. Il fait face au Grand Canal, adjacent au pont du Rialto.

## Histoire
Le palais a été construit au XVe siècle et terminé en 1488. De 1525 à 1528, il a été agrandi selon un plan de Guglielmo dei Grigi, inspiré du style de Mauro Codussi et Pietro Lombardo. C'était le siège de plusieurs magistrats financiers, dont les Camerlenghi, les consuls des commerçants et les supra-consuls des commerçants dont il tire son nom. En raison de cette fonction, l'étage inférieur était utilisé comme prison pour ceux qui ne réglaient pas leurs dettes. Son emplacement bien en vue près du pont du Rialto servait d'avertissement aux passants.
Le palais abrite les bureaux régionaux du contrôleur général de la République italien.

## Description
Le palais de forme pentagonale comporte trois étages et suit le rivage du Grand Canal. Il possède de hautes fenêtres à centrage, séparées par de fausses colonnes et décorées de frises. Il existait autrefois des dalles de marbre polychrome et de porphyre, aujourd'hui perdues. Le médaillon sur la façade incorporait autrefois un Lion de saint Marc peint .
En raison de la tradition vénitienne selon laquelle, lorsqu'ils quittaient leur poste, les magistrats laissaient un tableau à thème religieux et un portrait dans leur ancien bureau, le Palazzo dei Camerlenghi abrite de nombreuses œuvres d'art. Parfois, ces peintures expriment des notions socio-politiques de vertu civique. Celles-ci ont été dérobées pendant l'occupation française ; certaines sont finalement retournées à Venise, principalement aux Galeries de l'Académie.

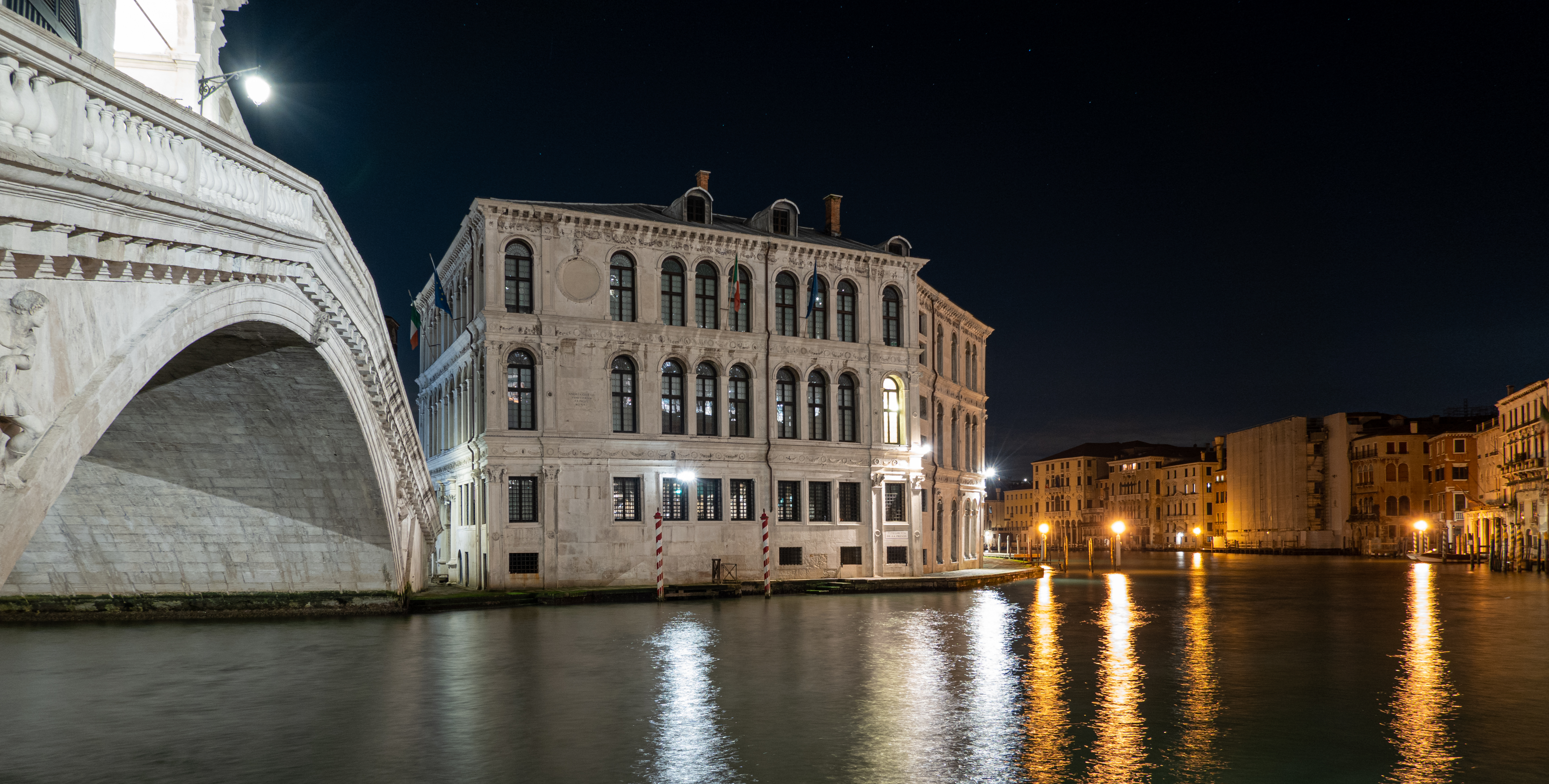
Le Palazzo dei Camerlenghi de nuit.
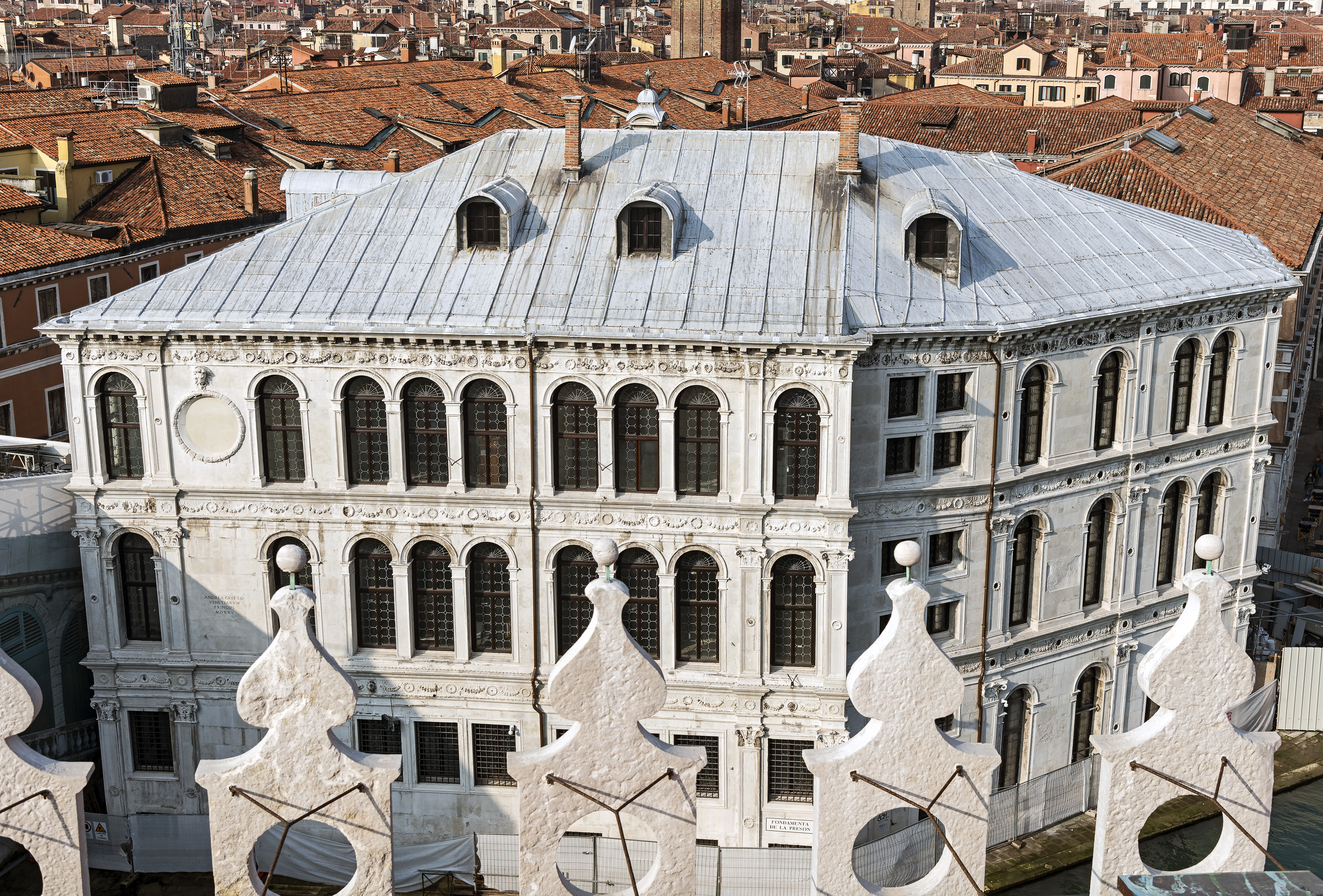
Vue de la terrasse depuis Fontego dei Tedeschi.